# لجنة السلامة النووية الكندية
لجنة السلامة النووية الكندية (CNSC) هو تنظيم فدرالي للطاقة النووية الكامنة والمواد في كندا. بالإضافة إلى محطات الطاقة ومرافق البحوث النووية تقوم اللجنة بتنظيم استخدامات المواد كالنويدة المشعة التي تستخدم في علاج السرطان والعديد من استخدامات الطاقة النووية والمواد الأخرى.

## اقرأ أيضاً
- سلامة نووية